# 251
| 251                |
| ------------------ |
| Dødsfald - Fødsler |
|                    |

| Gregoriansk kalender | 251 CCLI                |
| Ab urbe condita      | 1004                    |
| Armensk kalender     | I/T                     |
| Kinesiske kalender   | 2947 – 2948 庚午 – 辛未 |
| Etiopisk kalender    | 243 – 244               |
| Jødisk kalender      | 4011 – 4012             |
| Hindukalendere       |                         |
| - Vikram Samvat      | 306 – 307               |
| - Shaka Samvat       | 173 – 174               |
| - Kali Yuga          | 3352 – 3353             |
| Iransk kalender      | 371 BP – 370 BP         |
| Islamisk kalender    | 383 BH – 382 BH         |

Se også 251 (tal)

## Dødsfald
- 1. juli – Decius, romersk kejser